# Lída Baarová
Lída Baarová, pseudonimo di Ludmila Babková (Praga, 7 settembre 1914 – Salisburgo, 27 ottobre 2000), è stata un'attrice ceca.

## Biografia

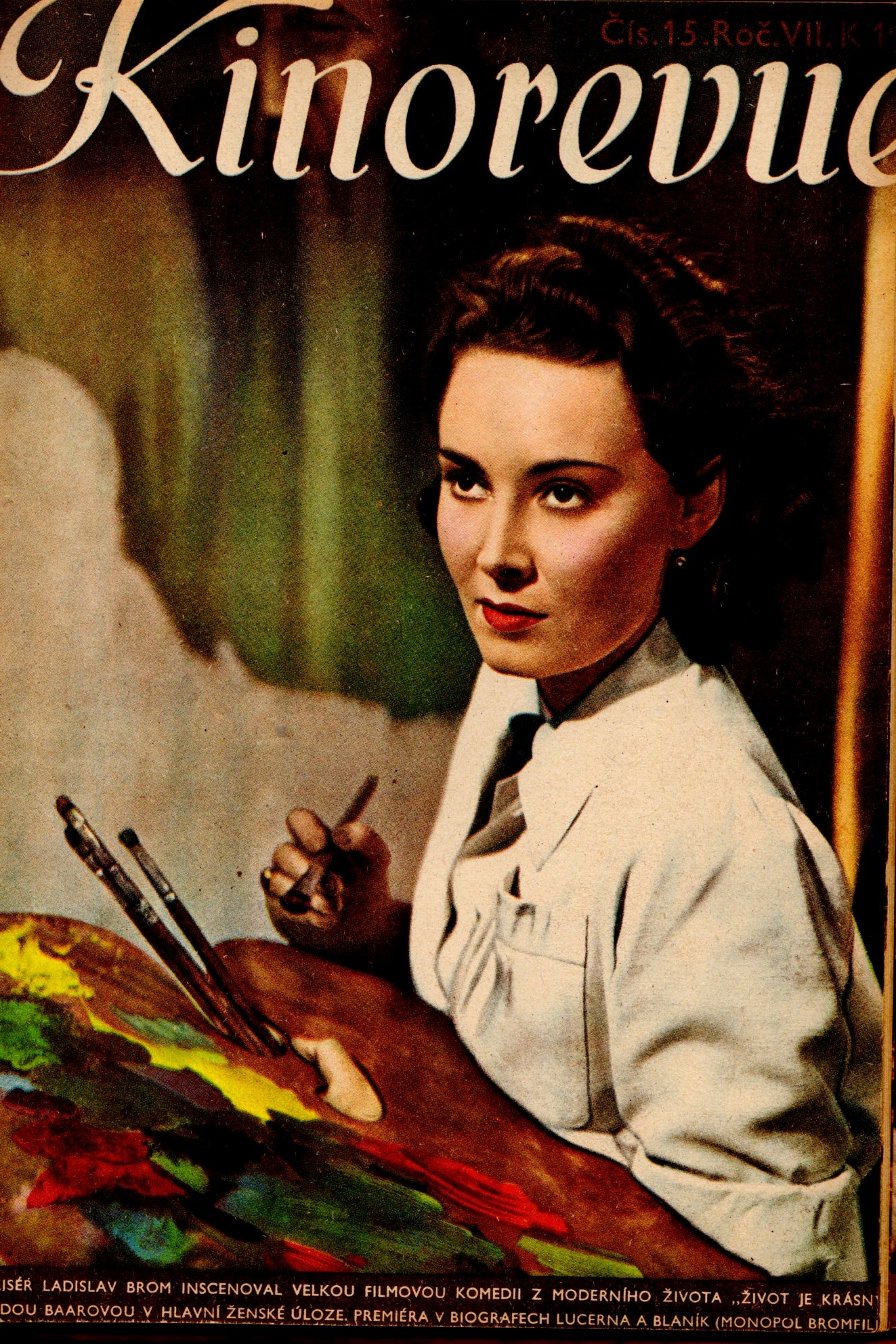
Lída Baarová sulla rivista ceca Kinorevue (1940)

Studia recitazione al Conservatorio di Praga e ottiene la prima parte in un film all'età di 17 anni. Sua madre partecipa a diversi lavori teatrali e anche sua sorella minore, Zora, fa l'attrice cinematografica. Ha la sua prima storia d'amore con il regista Karel Lamač.
È nota per la sua avvenenza: il regista ceco Otakar Vávra sostiene che "la sua bellezza probabilmente faceva innamorare di lei tutti gli uomini che incontrava". Dopo essere stata notata dai talent scout delle compagnie cinematografiche tedesche, Lída già nota nel suo paese, a vent'anni lascia Praga per trasferirsi a Berlino.

### La via verso il successo
A Berlino sul set incontra Gustav Fröhlich, un famoso attore cinematografico tedesco, e interpreta vari film insieme a lui. Nel 1935, dopo la sua apprezzata partecipazione al film Barcarola, riceve diverse offerte di lavoro da parte degli studios hollywoodiani; le rifiuta, ma in seguito se ne pentirà e lo confesserà al suo biografo Josef Škvorecký dicendo:
(Lída Baarová)
Dopo il fidanzamento con Gustav Fröhlich, lei e il compagno vanno ad abitare nell'isola dello Schwanenwerder, nei dintorni di Berlino e la loro casa, al n.8 di quella che poi diventerà la Karl-Marx-Straße è vicina a quella di Joseph Goebbels, che si trova al n.8 della Inselstraße. Joseph Goebbels è ministro della propaganda del governo hitleriano ed ha un ruolo determinante per la produzione cinematografica tedesca. Lída Baarová incontra Goebbels mentre sta girando per la UFA. Iniziano una relazione che dura due anni e che causa la rottura con Fröhlich.
Nell'agosto 1938 la moglie di Goebbels, Magda, venuta a sapere della storia, va a lamentarsene da Hitler. Il Fuhrer è il padrino dei figli dei Goebbels e prova una notevole simpatia per Magda; chiede a Goebbels di porre fine alla relazione. Il gerarca inizialmente si rifiuta e rassegna le dimissioni, che il Führer, però, non accetta. Il 15 ottobre 1938, Goebbels tenta il suicidio, ma si riprende in fretta e tronca la relazione.

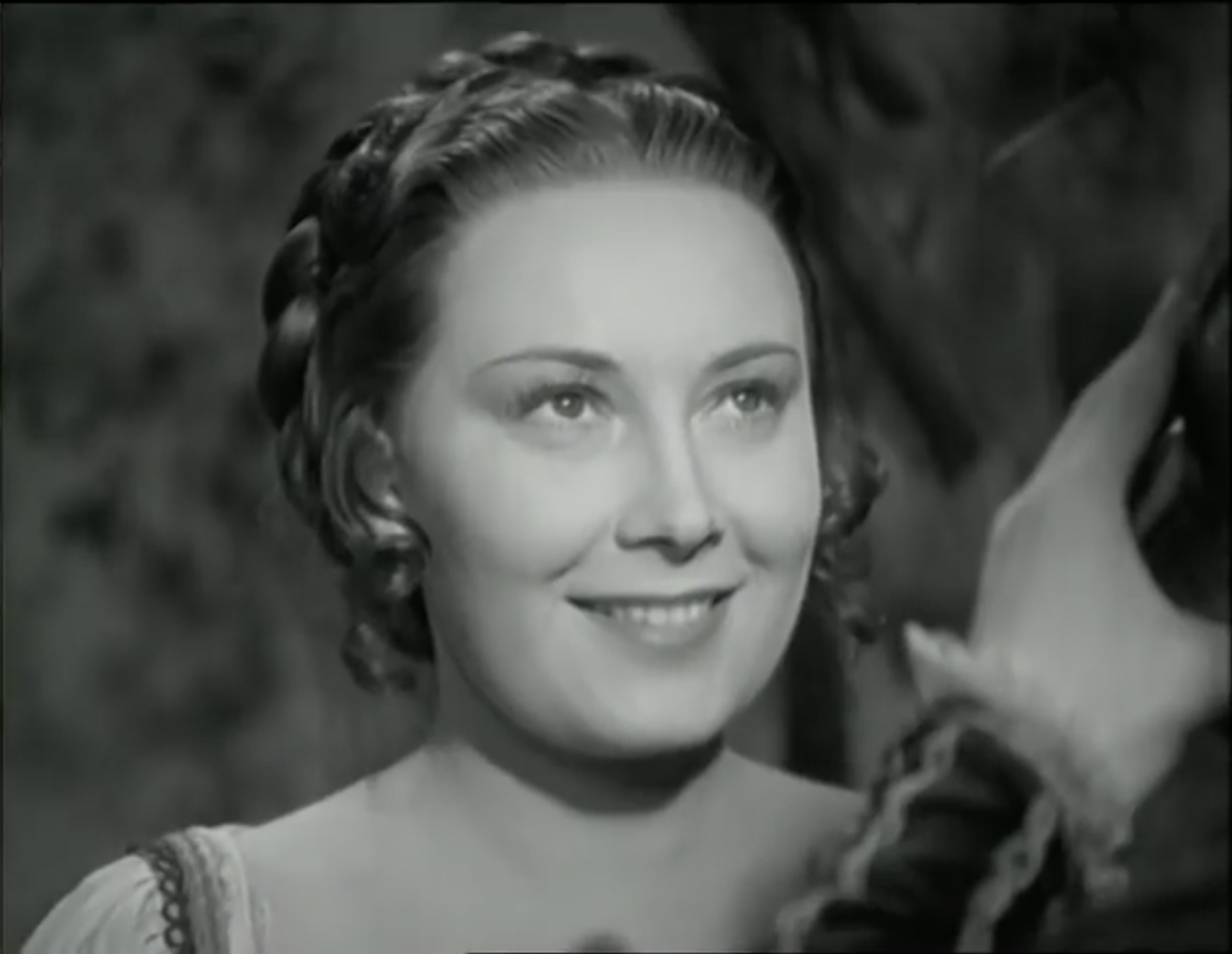
Lída Baarová nel film La fornarina (1944)

Poco tempo dopo Lída Baarová viene convocata dalla polizia che la informa che è stata dichiarata persona non grata e le ordina di lasciare la Germania. Va a Praga dove secondo fonti della resistenza ceca ebbe una relazione sentimentale con la spia Paul Thümmel. Bandita dalle riprese cinematografiche nel protettorato di Boemia, nel 1941 si reca in Italia dove interpreterà film come Grazia (1943), La fornarina (1944) e altri.
Quando le truppe statunitensi occupano l'Italia torna a Praga, dove frequenta il suo vecchio amico Hans Albers, altra stella del cinema tedesco. Finita la guerra nell'aprile 1945, Lída fugge da Praga per la Germania, per raggiungere Albers nella sua villa di campagna sulle rive del lago di Starnberg, ma lungo la strada viene fermata dalla polizia militare statunitense, portata in carcere a Monaco e nel settembre 1945 estradata in Cecoslovacchia.

### Gli anni del dopoguerra
In Cecoslovacchia, la Baarová deve fronteggiare una condanna a morte per la sua collaborazione con i tedeschi durante la guerra, ma riesce a provare di aver lavorato in Germania solo prima dello scoppio della guerra stessa e così viene condannata solo ad una pena detentiva. La madre durante un interrogatorio morì e nel marzo 1946 la sorella più giovane, Zorka Janů, si suicida. Lei resta in carcere fino al Natale 1946. 
In carcere riceve spesso visita da Jan Kopecký che, come molti altri, si è innamorato di lei. Kopecký è parente stretto di un importante membro del governo comunista cecoslovacco. Jan Kopecký e Lída Baarová si sposano nel 1949 e, prima di fuggire in Austria, mettono in piedi uno spettacolo itinerante di marionette. Dall'Austria Kopecký emigra in Argentina lasciando Lída a rimettersi in salute nel sanatorio del dottor Lundwall. In Austria Lída tenta il ritorno sulle scene, ma Anton Walbrook, che durante la guerra era stato perseguitato a causa del suo orientamento sessuale, per protesta abbandona la produzione di un film che avrebbe dovuto interpretare con lei. Per sfuggire alla cattiva pubblicità derivante dalla vicenda emigra anche lei in Argentina, dove vive in una condizione di estrema miseria.

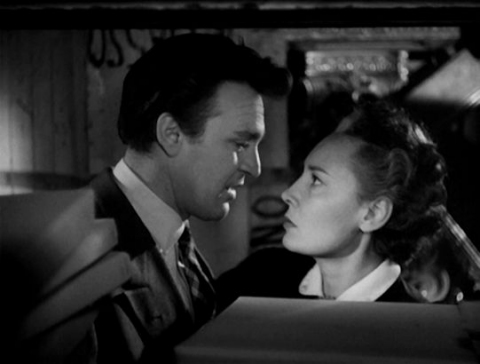
Lída Baarová con Franco Fabrizi nel film I vitelloni (1953)

Decide così di tornare in Italia. Il marito resta in Argentina e la coppia divorzia nel 1956. In Italia partecipa a diversi film, tra i quali I vitelloni di Fellini (1953), in cui interpreta la moglie dell'antiquario Michele (Carlo Romano). Nel 1958 si trasferisce a Salisburgo, dove recita a teatro. Nel 1970 sposa Kurt Lundwall, un medico di vent'anni più vecchio di lei, con cui conviveva da anni. Nello stesso anno Rainer Werner Fassbinder le affida una parte nell'allestimento del suo Le lacrime amare di Petra von Kant. 

### Dopo la caduta del muro di Berlino
Negli anni novanta Lída Baarová fa la sua ricomparsa nella scena culturale della Repubblica Ceca. Pubblica la propria autobiografia e nel 1995 esce un film-documentario, Le memorie dolci-amare di Lída Baarová, che nel 1996 vince l'Art Film Festival di Trenčianske Teplice, in Slovacchia.
Affetta dalla malattia di Parkinson, Lída Baarová muore a Salisburgo nel 2000. Da tempo viveva sola nella proprietà che aveva ereditato dopo la morte del suo secondo marito, il dottor Lundwall.
Nel 1997 aveva dichiarato, riguardo alla sua relazione con Goebbels:
(Lída Baarová)
Le sue ceneri furono sepolte nel cimitero Strašnice di Praga, dove riposa insieme ai genitori e alla sorella Zorka.

## Filmografia
- Kariéra Pavla Camrdy (1931)
- Zapadlí vlastenci (1932)
- Ruzové kombiné (1932)
- Madla z cihelny (1932)
- Funebrák (1952)
- Obrácení Ferdyse Pistory (1932)

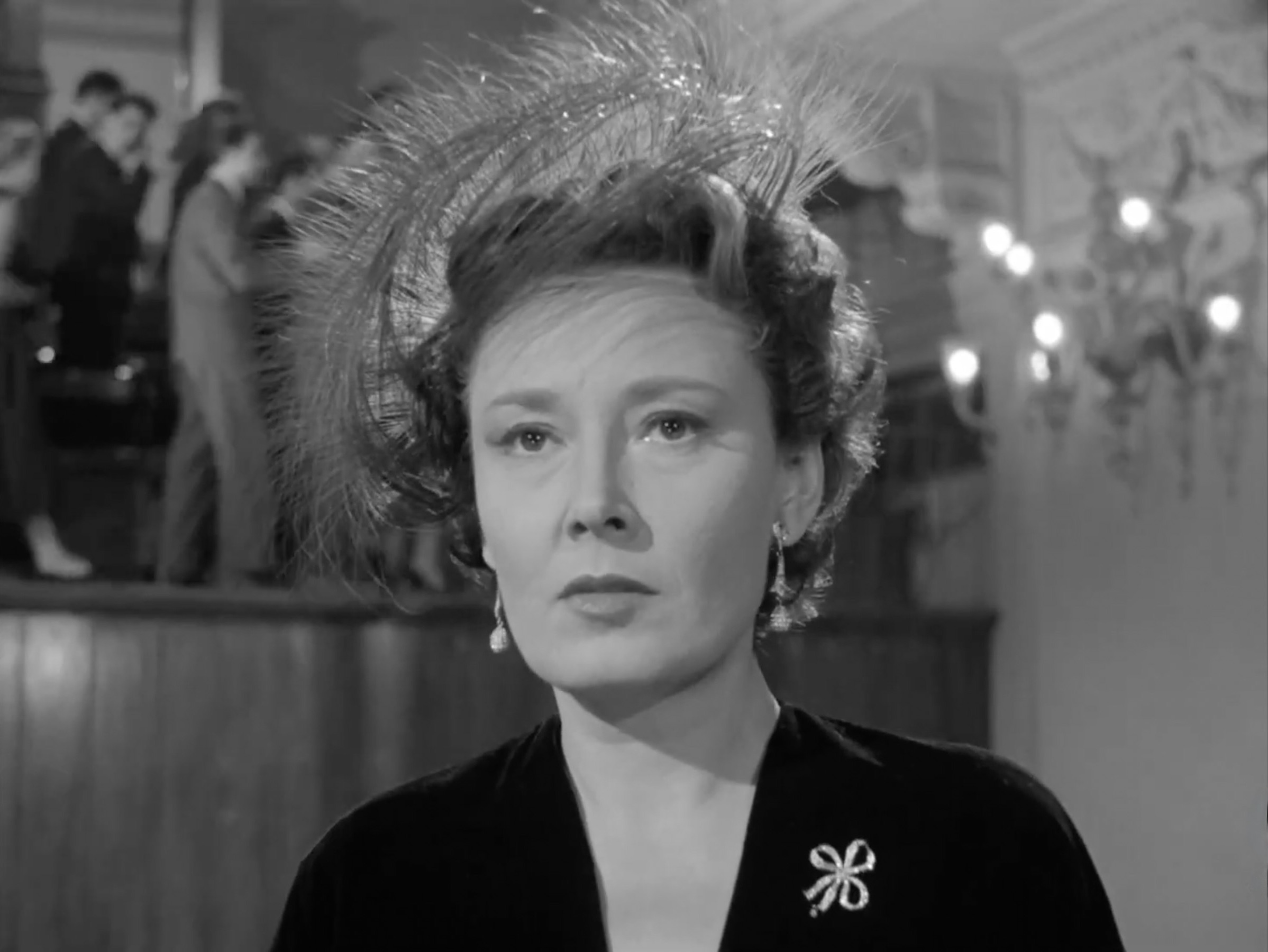
Lída Baarová nel film Pietà per chi cade (1954)

- Lelícek ve sluzbách Sherlocka Holmese (1932)
- Senkýrka u divoké krásy (1932)
- Sedmá velmoc (1933)
- Okénko (1933)
- Její lékar (1933)
- Jsem devce s certem v tele (1933)
- Zlatá Katerina (1934)
- Pokusení paní Antonie (1934)
- Pán na roztrhání (1934)
- Grandhotel Nevada (1934)
- Dokud mas maminku (1934)
- Na rùzích ustláno (1935)
- Barcarola, regia di Gerhard Lamprecht (1935)
- Quel diavolo d'uomo (Leutnant Bobby, der Teufelskerl), regia di Georg Jacoby (1935)
- Un delitto a bordo (1935)
- Svadlenka (1936)
- Komediantská princezna (1936)
- Die Stunde der Versuchung (1936)
- Artigli nell'ombra (Verräter), regia di Karl Ritter (1936)
- Lidé na kre (1937)
- Die Kronzeugin (1937)
- Patrioti (1937)
- Die Fledermaus, regia di Paul Verhoeven (1937)
- Verginità (1937)
- Preußische Liebesgeschichte, regia di Paul Martin (1938)
- Il giuocatore (Der Spieler), regia di Gerhard Lamprecht (1938)
- La sua notte (1939)
- La bella e la belva (1939)
- Ohnivé léto (1939)
- La ragazza in blu (Dívka v modrém) regia di Otakar Vávra (1940)
- Artur a Leontýna (1940)
- L'amante mascherata (Maskovana milenka) regia di Otakar Vávra (1940)
- Zivot je krásný (1940)
- La sua notte (Turbina) regia di Otakar Vávra (1941)
- Palicova dcera (1941)
- Za tichych noci (1941)
- Verginità (Jungferushaft - Panenstvi) regia di Otakar Vávra (1943)
- Grazia (1943)
- Ti conosco, mascherina!, regia di Eduardo De Filippo (1943)
- La fornarina, regia di Enrico Guazzoni (1944)
- Il cappello da prete, regia di Ferdinando Maria Poggioli (1944)
- L'ippocampo, regia di Gian Paolo Rosmino (1945)
- Vivere ancora, regia di Francesco De Robertis (1945)
- La sua strada, regia di Mario Costa (1946)
- La bisarca, regia di Giorgio Simonelli (1950)
- La vendetta di una pazza, regia di Pino Mercanti (1951)
- Gli innocenti pagano, regia di Luigi Capuano (1951)
- Gli amanti di Ravello, regia di Francesco De Robertis (1951)
- Pietà per chi cade, regia di Mario Costa (1953)
- I vitelloni, regia di Federico Fellini (1953)
- Miedo (1956)
- Ritorno alla vita (1956)
- La mestiza (1956)
- Viaje de novios (1956)
- Rapsodia de sangre (1957)
- Il cielo brucia regia di Giuseppe Masini (1957)
- El Batallón de las sombras regia di Manuel Mur Oti (1957)
- Lida Baarova's Bittersweet Memories (1995)

## Doppiatrici italiane
- Tina Lattanzi ne Gli amanti di Ravello, La sua strada, La vendetta di una pazza, Gli innocenti pagano, Pietà per chi cade
- Lydia Simoneschi ne Il cappello da prete, La fornarina, Ti conosco, mascherina!
- Giovanna Scotto in L'ippocampo

## Nei media
Nel 2006 è uscito il film biografico The Devil's Mistress diretto da Filip Renč.